# Toni Braxton
Toni Michelle Braxton, född 7 oktober 1967 i Severn i Anne Arundel County, Maryland, är en amerikansk sångare, låtskrivare, kompositör, skådespelare och filmproducent. Braxton är välkänd för sin djupa och mörka altstämma som har gjort henne skiljbar från andra kvinnliga popsångare sedan debuten under tidiga 1990-talet. Hennes pop- och R&B-ballader om kärlek och hjärtekross är hennes signatur och har gjort henne till en av världens bästsäljande kvinnliga artister. Mot slutet av 90-talet blev hon även känd som en sexsymbol med låttexter som utforskade sex, åtrå och erotik. Braxton har ofta burit avslöjande kläder som fått beröm men även kritik. Under 2000-talet blev hennes musikkarriär lidande till följd av personliga motgångar som fick stor uppmärksamhet i media. Braxton gick i personlig konkurs år 1997 och igen år 2008. År 2007 fick hon sjukdomsdiagnosen mikrovaskulär dysfunktion och en efterföljande hjärtattack. År 2010 fick hon diagnosen SLE.
Braxtons musikkarriär inleddes år 1989 när hon var en av grundarna till R&B-gruppen The Braxtons med sina fyra yngre systrar. De kommersiella framgångarna uteblev men Toni erbjöds ett skivkontrakt hos LaFace Records av L.A. Reid och Kenneth "Babyface" Edmonds. Den självbetitlade debuten Toni Braxton släpptes 1993 och toppade amerikanska albumlistan Billboard 200. Albumet gav henne ett åttafaldigt platinacertifikat av RIAA och såldes i 10 miljoner exemplar internationellt. Populariteten fortsatte att öka i samband med utgivningen av Secrets (1996), hennes andra studioalbum som innehöll listettorna "You're Makin' Me High"/"Let It Flow" och "Un-Break My Heart". Den sistnämnda balladen låg elva raka veckor som etta på amerikanska singellistan Billboard Hot 100 och kom att bli en av de framgångsrikaste singelutgivningarna i amerikansk musikhistoria. Braxton valde att avsluta sitt nära samarbete med mentorn Babyface under skapandet av det tredje studioalbumet The Heat (2000) som hon beskrev som sin musikaliska "frigörelse". Albumet betraktades som en kommersiell framgång. Efterföljande utgivningarna Snowflakes (2001), More Than a Woman (2002) och Libra (2005) guldcertifierades av RIAA.
Utöver sin musik har Braxton spelat på Broadway, skådespelat i flera filmer, deltagit i realityserier, haft en egen Las Vegas-show; Toni Braxton Revealed och lanserat en egen hudvårdsserie; Nude Sugar. Med utgivningen av singeln "Gotta Move On" (2020) från hennes album Spell My Name (2020) fick Braxton sin elfte listetta på amerikanska R&B-topplistan Adult R&B Songs. Under sin karriär har hon vunnit flera priser, däribland sju Grammy Awards, nio Billboard Music Awards samt sju American Music Awards. Hon är en av världens bäst-säljande kvinnliga musiker med 19,5 miljoner sålda album i USA samt 60 miljoner sålda musikalbum internationellt. År 2011 valdes hon in i Georgia Music Hall of Fame och följande år rankade VH1 henne på plats 46 i deras lista 100 Greatest Women In Music. År 2017 hedrades Braxton med en Legend Award vid den amerikanska prisceremonin Soul Train Music Awards.

## Tidiga år
Toni Michele Braxton föddes den 7 oktober 1967 i Severn, Maryland, USA. Hennes far, Michael Conrad Braxton Sr., var pastor i pingströrelsen. Hennes mor, Evelyn Jackson, härstammade ursprungligen från South Carolina och var till en början kosmetolog och operasångare innan även hon blev pastor. Barnen i familjen uppfostrades i ett strikt religiöst hushåll. Den enda musikgenre som tilläts var gospel. När föräldrarna åkte och handlade brukade syskonen, i smyg, se Soul Train Awards på TV. Braxtons föräldrar konverterade senare till metodism och de stränga reglerna i familjen upphörde till stor del. Tonis första scenerfarenhet blev när hon sjöng i kyrkokören tillsammans med sina systrar. Hon fortsatte att gå i skolan vid Bowie State University för att utbilda sig till musiklärare men beslöt sig för att satsa helt på musikkarriären när William E. Pettaway, Jr. erbjöd henne ett skivkontrakt efter att ha hört henne sjunga för sig själv medan hon tankade sin bil.
I det sena 80-talet grundade Toni och hennes fyra systrar Traci (1971–2022), Trina, Towanda och Tamar R&B-gruppen The Braxtons. Gruppen släppte den första singeln, "Good Life", från sitt planerade debutalbum. Dessvärre blev sången aldrig någon hit och skivan förblev outgiven. Toni uppmärksammades dock av musikproducenterna Babyface och L.A. Reid som nyligen hade grundat skivbolaget LaFace Records, ett dotterbolag till Arista Records. De erbjöd Toni ett skivkontrakt, varpå hon hoppade av The Braxtons för att satsa på sin solokarriär. Gruppen fortsatte istället med fyra medlemmar som senare spelade in ett nytt musikalbum som hade någorlunda framgång på musiklistorna. Efter en tid hoppade dock även Tamar och Traci av varför gruppen splittrades helt.
Toni Braxton blev den första kvinnan att signeras under LaFace Records och erhöll därför titeln The First Lady of LaFace Records. År 1991 introducerades Braxton som soloartist för musikvärlden med soundtracket till filmen Boomerang. Sången, "Give U My Heart", en duett med Babyface, blev inte bara en smash-hit på pop- och R&B-listorna i USA utan ledde också till inspelningen av solosingeln "Love Shoulda Brought You Home" som också den blev en dunderhit i Braxtons hemland.

## Liv och karriär

### 1993–1995:Toni Braxton
Med endast två utgivna singlar under bältet var förväntningarna på Braxtons debutalbum höga. Den 13 juli 1993, släppte LaFace Records Braxtons debutalbum; Toni Braxton. Albumet som främst producerades av Reid, Babyface, och Daryl Simmons, klättrade till första placeringen på USA:s albumlista Billboard 200. Kritiker hyllade Braxton och hennes hesa, djupa stämmor och kallade sångerskan för "nästa Anita Baker eller Whitney Houston". Sångerskan slog dock dessa jämförelser ifrån sig; "Jag är bara en ny sångerska som välsignats med att få jobba med begåvade producenter".  Den ledande singeln från skivan, "Another Sad Love Song" nådde nummer sex respektive två på Billboard Hot 100 och USA:s R&B-lista, samt en andra placering i England. Fler singlar från skivan släpptes under 1994, som "You Mean the World to Me", "Seven Whole Days" och "How Many Ways". Skivan gav också Braxton hennes första pris, bland annat tre Grammy Awards, Toni Braxton certifierades senare 8 gånger platina för över 15 miljoner sålda kopior.

### 1996–1999:Secrets, personlig konkurs och broadwaydebut
I juni 1996 gav Toni Braxton ut sitt andra studioalbum, Secrets, som hittills är hennes framgångsrikaste. Braxton och musikproducenterna tog god tid på sig att färdigställa skivan "Jag kan inte spela in musik tidigt på morgnarna för då låter jag som Barry White" tillkännagav Braxton i en intervju med Essence. Sångerskan uttalade sig om skivan: "Motivationen bakom den här skivan var att få med så mycket av allt som det bara var möjligt. Vår idé var att skapa material som hade samma känsla som det på min första skiva, men ändå inte var identiskt." 
Tillsammans med musikproducenten Babyface samarbetade Braxton även med R. Kelly, Tony Rich, och David Foster. Toni Braxton skrev två låtar själv, däribland singeln "How Could an Angel Break My Heart" som senare användes som tribut till Prinsessan Diana på hennes minneshögtid.
Med hjälp av Secrets ledande singel, "You're Makin' Me High", som blev Braxtons första förstaplats-hit på Billboard Hot 100, debuterade skivan som tvåa på Billboard 200. "You're Makin' Me High" toppade även R&B-singellistan i två veckor och hade liknande framgång internationellt. Skivans andra singel "Un-Break My Heart", skrevs av Diane Warren och är, tack vare sin enorma framgång, Toni Braxtons signaturlåt, den blev sångerskans hittills största hit och låg 11 rekordlånga veckor som etta på Billboard Hot 100. Låten är idag den nästbäst säljande singeln av en kvinnlig artist i musikhistorien. Senare singelutgivningar hade även de enorma framgångar på listorna världen över och Secrets låg 92 banbrytande veckor på Billboard. Skivan certifierades åtta gånger platina och internationellt sålde över 20 miljoner kopior. Albumet lyfte upp henne till höjden av sin musikkarriär och cementerade Braxton med en superstjärna-status.
I slutet av 1997, under sin världsturné, ansökte Braxton om en stämning mot LaFace Records och Arista Records i ett försök att lämna bolagen då hon kände att hennes kontrakt inte längre var rättvist eller rimligt med hennes status. När LaFace svarade med en stämning gick Braxton i personlig konkurs, något som chockade många fans med tanke på sångerskans enorma försäljningssiffror. Enligt flera källor var hon skyldig över 1 miljon dollar och tvingades att sälja flera ägodelar, däribland flera av sina musikpriser. Konflikten löstes dock en tid senare då LaFace erbjöd Braxton ett nytt skivkontrakt värt 20 miljoner dollar.. Under tiden som hon befann sig i konkurs debuterade hon på Broadway: hon spelade Belle i Skönheten och odjuret, och ersatte då Kim Huber. Under sin tid i showen skrev Alan Menken en ny låt särskilt för Toni Braxton till musikalen, "A Change in Me", som har använts sedan dess. Hon lämnade produktionen 28 februari 1999 och Andrea McArdle tog hennes plats. Hennes roll i Skönheten och odjuret blev den första gången en afroamerikansk kvinna spelade rollen som Belle. Det blev också första gången en afroamerikansk kvinna medverkade i en Disneymusikal på Broadway.

### 2000–2001:The Heatoch filmkarriär

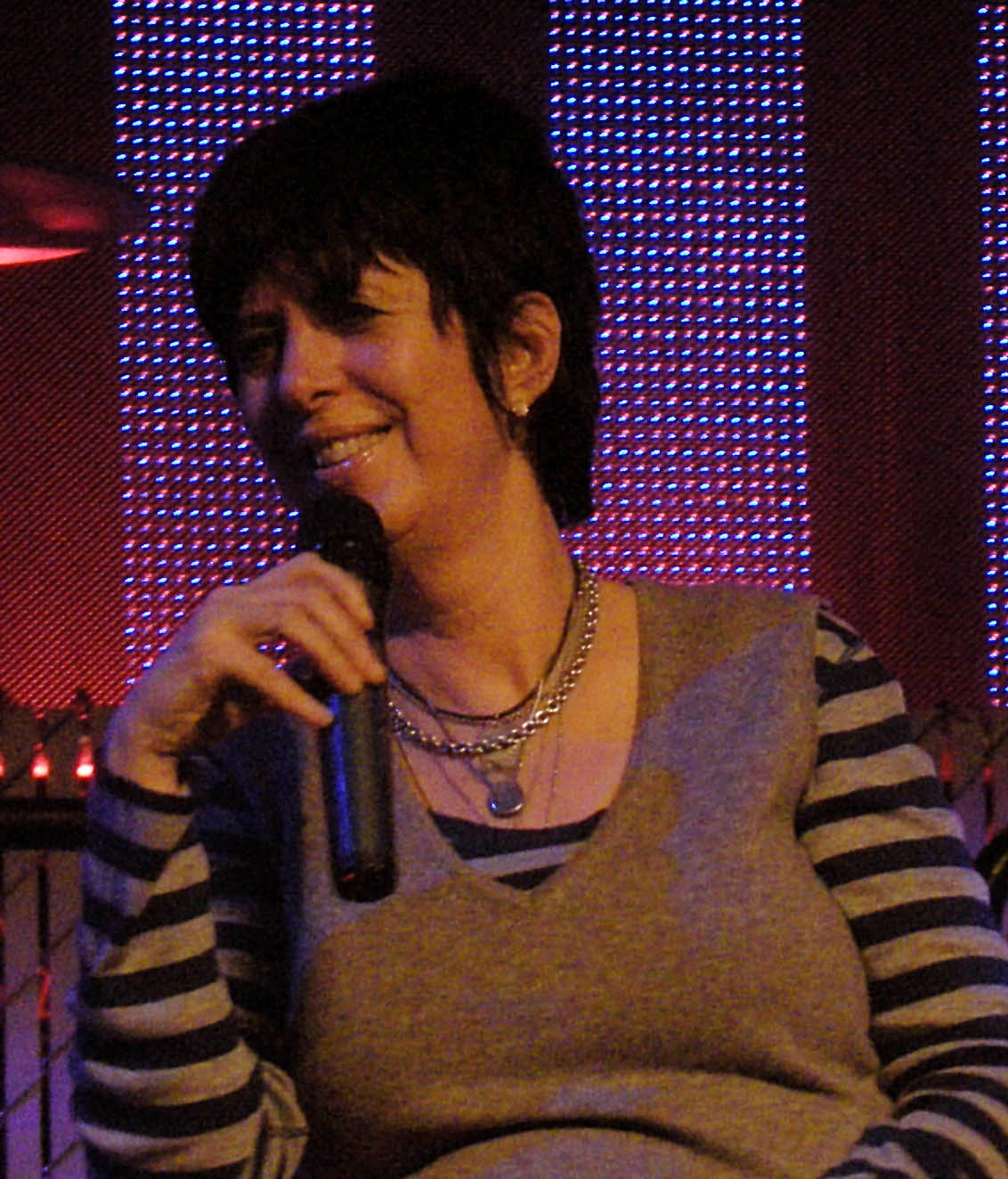
Diane Warren skrev skivans tredje singel, "Spanish Guitar".

År 2000 gav LaFace Records ut singeln "He Wasn't Man Enough", från Braxtons tredje studioalbum, The Heat. Upptempo-spåret blev en succé och klättrade till en 2:a plats på Billboard Hot 100. Musikvideon för låten, där också skådespelaren Robin Givens medverkar, nominerades för två MTV Video Music Awards för "Bästa kvinnliga video" och "Bästa R&B video" även en Billboard Music Video Award med utmärkelsen "Årets bästa R&B video". The Heat, släpptes den 25 april 2000 och debuterade som tvåa på Billboard 200 med en första veckas försäljning på cirka 205.000 kopior. Braxton jobbade åter med producenterna Babyface och Foster men även med Rodney "Darkchild" Jerkins på några få låtar. Braxton tog även på sig mer av produktionen och skrev flera låtar till cd:n än förut. Albumets andra singel, balladen "Just Be a Man About It" matchade inte framgången med den första singeln, men klättrade till en 32:a plats på Billboard Hot 100 samt en sjätte plats på R&B-listan. De följande singlarna som släpptes, den Diane Warren-skrivna balladen "Spanish Guitar" och det sensuella midtempo-spåret "Maybe" hade mediala framgångar och den sistnämnda gick aldrig in på Hot 100-listan. I slutet av 2000, hade The Heat blivit certifierad 2x platina av RIAA. Braxton toppade även Billboard Year-End Charts hon låg även etta som R&B/Hip-Hop Artist, Top R&B/Hip-Hop Album Artist och Top Hot R&B/Hip-Hop Singles & Tracks Artist. Sångerskan tog även emot en Aretha Franklin Award för årets underhållare vid Soul Train Lady of Soul Awards. 
Hon tog även emot sin sjätte Grammy Award för albumets första singel, "He Wasn't Man Enough". Albumet nominerades för "Bästa R&B album" och vann "Bästa R&B/Soul Album" vid American Music Awards 2001, vilket blev hennes tredje album att vinna priset i rad. Följande år gjorde Braxton sin skådespelardebut i komedifilmen Kingdome Come som Juanita tillsammans med skådespelarna LL Cool J, Jada Pinkett Smith, Vivica A. Fox, Anthony Anderson och Whoopi Goldberg. Braxton belönades med en BET Black Oscar för sin rollprestation.
Under Braxtons turné senare samma år träffade hon musikern Keri Lewis när hans grupp, Mint Condition, var förband åt henne. Den 21 april 2001, gifte de sig vid en privat ceremoni. I december födde Toni Braxton parets första barn en pojke vid namn Denham Cole Braxton-Lewis 

### 2002–2004:More Than a WomanochAida
Under den följande tiden arbetade Toni Braxton på en ny singel, "No More Love", till sitt ännu-inte-namngivna fjärde studioalbum. Låten orsakade dessvärre dispyt med dess producent Irv Gotti. Fejden började när Gotti spelade en bit av låten på en radioshow. Missnöjd med att han läckte den bestämde sig Braxton för att inte ge ut singeln och valde istället en annan låt. År 2002 medan Braxton var i de färdigställande faserna av skivan fick hon veta att hon var gravid och väntade sitt andra barn. Eftersom graviditeten och barnets födsel kolliderade med planerade uppträdanden, visste hon att hon inte skulle kunna marknadsföra sitt album riktigt. Toni misslyckades med att övertala skivbolaget, Arista Records, att skjuta upp releasedatumet. Dess ledande singel, "Hit the Freeway", från det fjärde studioalbumet, More Than a Woman, släpptes trots hennes protester, den 15 oktober 2002. På grund av minimal marknadsföring misslyckades låten att väcka något intresse hos radiostationer och singeln nådde bara till en 85:e plats på Billboard Hot 100. Singelns kommersiella misslyckande resulterade i att More Than a Woman gick samma öde till mötes och sålde bara 97 000 kopior under första veckan efter release. Albumet blev en kommersiell besvikelse för Braxton och hennes fans. De planerade kommande singlarna, "A Better Man" och "Lies, Lies, Lies" ställdes in. Braxtons motgångar fortsatte då hennes sampling av Tupac Shakurs "Me And My Girlfriend" som användes till hennes albumspår "Me & My Boyfriend" även användes av Jay-Z till hans och Beyonces "'03 Bonnie & Clyde". Rasande anklagade Braxton Jay-Z och producenten Kanye West i en radiointervju för att ha "stulit hennes ide" och hindrat inkomster till hennes barns universitetsutbildning. Trots motgångarna är More Than a Woman idag certifierad med guldstatus av RIAA för mer än 500 000 sålda kopior.
Efter att ha gjort succé på Broadway tre år tidigare debuterade Toni Braxton nu i musikalen Aida som Aida den 30 juni 2003 och ersatte då Nina Simone. Den 16 november samma år lämnade hon showen efter att ha drabbats av hjärtsäcksinflammation. Braxton ersattes då av Michelle Williams. Samma år lämnade Braxton även abrupt Arista Records efter att ha varit anställd hos skivbolaget i 14 år. Hon skrev på för  Blackground Records en kort tid därefter. Chefen för skivbolaget Barry Hankerson blev då också sångerskans manager för kommande projekt.

### 2005–2007:LibraochToni Braxton: Revealed
Bytet av skivbolag 2003 visade sig dock inte gagna Braxtons karriär. De förhållanden som varit ett faktum de sista åren hos Arista, snål marknadsföring och låga försäljningssiffror, fanns kvar. 2005 släpptes Tonis femte studioalbum och det första hos Blackground; Libra, återigen med minimalt marknadsföringsstöd och låg kommersiell framgång som följd. Den ledande singeln från arbetet, basorienterade "Please", släpptes den 30 maj 2005. Låten klättrade till en 37:e plats på Billboard Hot R&B/Hip-Hop Songs men totalmissade Billboard Hot 100. Samtidigt meddelade Braxton att hon skulle spela in ett pilot-avsnitt till en kommande komediserie. Planer på serien strandades dock då TV-kanalen The WB lades ned. En tid efteråt medverkade hon i en annan komediserie Kevin Hill.
Musikalbumet planerades släppas i juni 2005 men releasedatumet sköts fram flera gånger och skivan släpptes till slut den 27 september. På grund av Blackgrounds bristfälliga engagemang fick Libra minimal uppmärksamhet och gick under radarn för många. Trots detta debuterade cd:n på en 4:e plats på Billboard 200 och sålde 114 593 kopior under första veckan efter sin release. Den klättrade också till en andra plats på Top R&B/Hip-Hop Albums. Detta var trots allt bra för ett album med obefintlig marknadsföring men blev bara ytterligare en kommersiell besvikelse för Braxton i jämförelse med tidigare albumframgångar. CD:ns andra singel, balladen "Trippin' (That's the Way Love Works)" hade mindre radiospelningar och tog sig bara till en 67:e plats på R&B-listan. Orsaken till låtens misslyckande beskrevs av media som "bristfälligt skivbolagsstöd och avsaknaden av en musikvideo." De senare singlarna, såg oräknelig framgång och misslyckades att komma in på några listor i USA. Samtidigt spelade Braxton in svenskproducerade "The Time of Our Lives" med Il Divo för 2006 års fotbolls-VM. De framförde låten första dagen på världsmästerskapet i Berlin den 9 juni. Låten klättrade till en 17:e plats i Tyskland, vilket resulterade i att det tyska skivbolaget Edel Records bestämde sig för att återutsända Libra i Tyskland, med ett nytt skivomslag och med den nya världscuplåten inkluderad. Libra är idag certifierad Guld av RIAA för mer än 500 000 sålda kopior.
År 2007 sade Braxton upp sitt kontrakt med det dåvarande skivbolaget Blackground Records efter en rad dispyter med Barry Hankerson.
Den 12 januari 2007 lämnade Toni Braxton in en stämningsansökan vid den federala distriktsdomstolens i New York södra distrikt mot Hankerson på 10 miljoner för "bedrägeri" och "vanskötsel av hennes relation med Arista Records". Enligt Braxton satte Hankerson sina finansiella intressen framför hennes då han ska ha sagt till Arista "att Toni Braxton inte längre var intresserad av att jobba för dem" och sedan sagt till Braxton att "Arista inte längre var intresserade av att jobba med henne". Hon anklagade också Hankerson för att inte ha skickat begärda kopior av bokslut, att han ljugit om affärer som han gjorde på hennes vägnar och att han inledde en "vendetta" mot henne genom att vägra att lämna ut information till andra chefer, som kunde hjälpa henne att förvalta sin karriär.
Processen avslutades med att Toni Braxton skulle betala 375,000 USD till Hankerson som också skulle få ett antal procent av sångerskans nästa albumförsäljning. Till Braxtons fördel tvingades Hankerson att avsluta sitt kontrakt med henne.
I maj samma år meddelade Flamingo Hotel and Casino i Las Vegas att Toni Braxton skulle ersätta Wayne Newton som huvudnummer. Den nya showen Toni Braxton: Revealed framfördes sex gånger varje vecka och schemalades i mars 2007. Braxton bekräftade senare att hon utökade showen genom augusti 2007. Huvudnumret blev det första av en afroamerikansk kvinna att komma med på Las Vegas Top-10 Vegas shows-listan. Under en av konserterna under oktober rapporterades det att Braxton bröt ihop i tårar medan hon diskuterade sonen Diesels autismdiagnos. Braxton har sedan vid många tillfällen kritiserat sin doktor för att han inte upptäckte och diagnostiserade sonen tidigare då han kunnat få bättre hjälp. Hennes sons livssituation gjorde att Braxton blev taleskvinna för organisationen Autism Speaks och även för American Heart Association.

#### Sjukdomsdiagnos ochDancing With the Stars
På grund av Las Vegas-showens framgångar hade Braxton planerat att återvända 2008 men gjorde aldrig det på grund av smärta i bröstkorgen. Showen ställdes senare officiellt in. Den 8 april 2008 lades Toni Braxton in på sjukhus under en kortare period. Flera rykten cirkulerade i pressen om att Braxton fått bröstcancer, något som hon senare avvisade. Hon hade dock blivit diagnostiserad med kärlkramp. Vid en intervju med Wendy Williams 2010 mindes hon tillbaka; "Det var lite läskigt, en morgon kunde jag inte ta mig från mitt sovrum till toaletten. Jag åkte till min doktor som förklarade att jag behövde en hjärttransplantation. När han besökte mig 24 timmar senare bad han om ursäkt och sade att de hade feldiagnostiserat mig och att jag hade haft en sk. 'falsk hjärtattack'."
Senare samma år i början av augusti meddelade flera nyhetssidor på internet att Braxton skulle vara deltagare i den sjunde säsongen av Dancing With the Stars (Let's Dance i Sverige). Braxton och alla övriga deltagare för den kommande säsongen bekräftades den 25 augusti 2008 på TV-morgonprogram Good Morning America. Braxton och hennes danspartner Alec Mazo, framförde en rad framträdanden men eliminerades i den femte veckan in i programmet. Under seriens gång avslöjade hon för första gången att hon led av kärlkramp.

### 2009–2010:Pulseoch privatkonkurs för andra gången
I oktober 2008 stod det klart att Toni Braxton hade skrivit på för ett nytt skivbolag, Atlantic Records. I novembers utgåva av tidningen Jet Magazine, diskuterade även Braxton sin tid i Dancing With the Stars och sin sons autism. Enligt reportaget arbetade sångerskan i studion på en första singel till sitt ännu-inte-namngivna sjätte studioalbum. Följande månad meddelade Braxton att hon och Lewis hade separerat efter ett åtta år långt äktenskap.

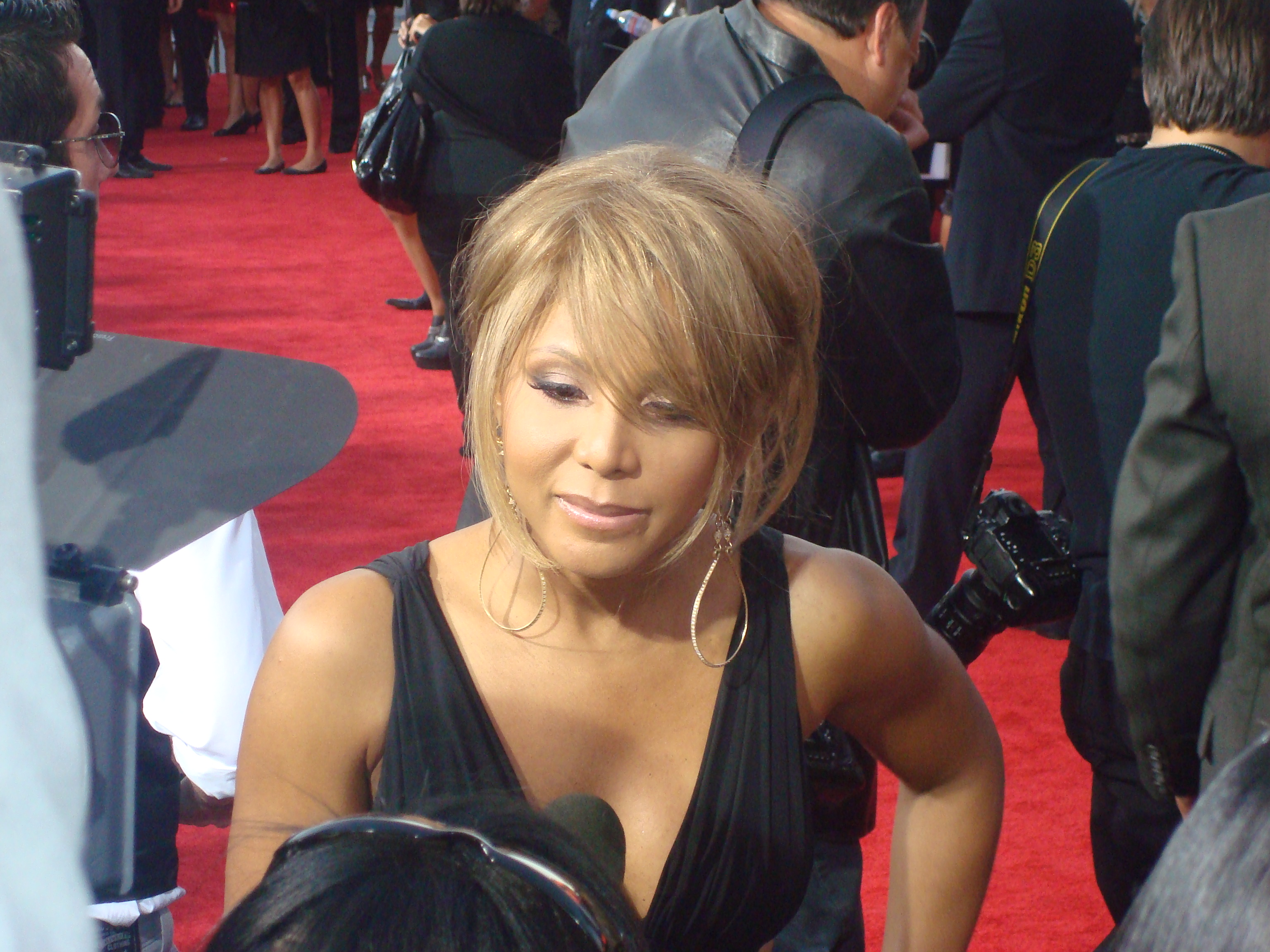
Toni Braxton, 2009.

Den 11 september 2009 hade den ledande singeln från skivan, "Yesterday", premiär. Den självbiografiska balladen, som beskrev en bitter skilsmässa, debuterade på plats 97 på USA:s R&B-singellista Billboard Hot R&B/Hip-Hop Songs och efter en lång tids motgångar klättrade låten, den 2 januari 2010, till sin topplacering, en 12:e plats vilket följaktligen gjorde balladen till hennes högst listpresterande musiksingel sedan 2000s "Just Be a Man About It". "Yesterday" misslyckades, liksom sina föregångare, att nå någon framgång på andra musikformat än R&B. Den 29 januari 2010 hade ytterligare två singlar premiär samtidigt på hennes officiella hemsida, upptempo-låten "Make My Heart" och den pianodrivna balladen "Hands Tied". Två musikvideor spelades in samtidigt och Braxton framförde "Make My Heart" hos The Wendy Williams Show i marknadsföringssyfte. "Hands Tied" blev en topp-tio hit på USA:s Urban AC-lista (Urban Adult Contemporary). På USA:s R&B-lista klättrade singeln som högst till en 29:e placering och tillbringade 18 veckor på listan.

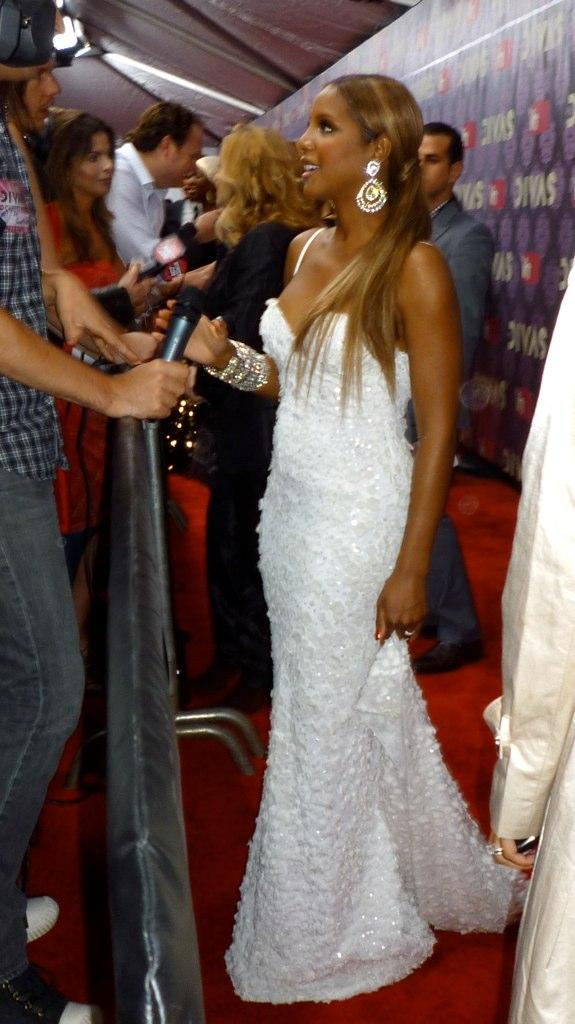
Toni på rödamattan vid VH1:s "Divas" 2009.

Den 4 maj 2010 släpptes Pulse i USA och skivan sålde under första veckan cirka 54 000 kopior vilket följaktligen resulterade i en 9:e plats på Billboard 200 samt en första plats på förgreningslistan R&B/Hip-Hop Albums. Skivan blev Braxtons femte topp-tio album i USA. Samt en ytterligare topp-10 hit i England och Schweiz och ett topp-20 album i Tyskland, Grekland och Sydafrika. Även om Pulse' singlar blev Braxtons framgångsrikaste på nästan ett decennium blev albumet hennes lägst säljande, med 71 000 sålda kopior inhemskt.
Den 6 oktober 2010 meddelade Braxton att hon återigen gått i personlig konkurs. Enligt en av Toni Braxtons representanter skulle hennes finansiella ställning börjat en nedåtgående spiral när hon var tvungen att ställa in sina Las Vegas-shower som följd av sin sjukdomsdiagnos under 2008. Trots att framträdandena var försäkrade nekades hon ersättning av sitt försäkringsbolag som i sin tur ledde till en pengakrävande process. På grund av hjärtsjukdom drog Braxton på sig höga sjukhusräkningar hon inte kunde betala. Hennes åklagare, Debra Grassgreen, lämnade ett pressmeddelande där hon berättade; "Det här har varit ett mycket svårt beslut för Ms. Braxton men hon anser att det enda sättet hon skulle kunna betala sina skattekrav och ta hand om sina två små barn är att åtta sig dessa privatkonkursmål" Grassgreen försäkrade att Braxton var vid god hälsa.
Enligt Toni Braxton hade hon obetalda räkningar på mellan 10 och 50 miljoner dollar och måste sälja egendom för att kunna betala skulderna.

### 2011–2012:Braxton Family Valuesoch kommande sjunde studioalbum
I januari 2011 bekräftade den amerikanska TV-kanalen WEtv att de hade signerat Braxton för en reality-TV-serie vid namn Braxton Family Values som planerades att bli kanalens största serie. Serien hade premiär den 12 april och följde livet för Toni Braxton och hennes fyra systrar samt deras mor. Tittaren fick se hur de balanserade sina karriärer med familjelivet.
I november 2011 avslöjade Toni Braxton att hon börjat arbeta på sitt sjunde studioalbum tillsammans med L.A Reid som komponerade Braxtons första album på 1990-talet. Skivans ledande singel var dansspåret "I Heart You" som släpptes den 29 mars 2012. Sångerskans skiva var planerad att ges ut i maj 2012. Men kort efter premiären av "I Heart You" började rykten gå om att Braxton skulle dra sig tillbaka. Ryktena blev senare bekräftade av sångerskan själv den 7 februari 2013. Senare samma år börjades inspelningen av den nya filmen "Twist Of Faith" där Braxton spelade huvudrollen Nina. När hon dök upp på Good Morning America för att marknadsföra filmen bekräftade hon ryktena om att dra sig tillbaka, hon uppgav att hon ville satsa på skådespeleriet: "I have to do shows here and there, but I’m not gonna do any albums, I’m falling out of love with it, it’s weird. I don’t know what to say when I hear songs. They don’t impact me. I’ve been trying to listen to songs, record companies have been calling me, so it’s a good situation to be in, but I’m not really interested at all". "Twist Of Faith" hade premiär på den amerikanska kanalen Lifetime Movie Network den 9 februari 2013. 

### 2013–2014: Love, Marriage and Divorce, tillbaka till Broadway och Unbreak My Heart: A Memoir
I juni 2013 meddelade Braxton att hon skulle dra sig tillbaka efter hennes sommarturné samma år. Kort därefter ryktades det om att hon var i studion och arbetade på sitt åttonde album. Hon avslöjade senare att albumet skulle bli ett duettalbum tillsammans med sångaren Babyface. Babyface uttalade sig om albumet och sa: ”The whole perspective is guy and girl, Mars vs. Venus. Even if you're in love, you're in love for different reasons", och Braxton tillade: “I think because Babyface and I have both gone through divorces, we can relate and we can collaborate together on this topic and make it so others who have gone through this situation can relate".  Duettalbumet "Love, Marriage & Divorce" släpptes den fjärde februari 2014. Första singeln från albumet blev låten “Hurt You” som är skriven av Braxton och Babyface. Låten tog sig upp på en första plats på både Billbord Adult R&B och Urban Adult Contemporary. Det blev Braxtons sjunde etta på den förstnämnda topplistan. Andra singeln från albumet tog sig upp som bäst på en elfte plats på Billbord Adult R&B. Albumet blev också nominerat för World's Best Album på World Music Awards 2014. 
I september 2013 blev det känt att Braxton skulle tillbaka till Broadway med sin medarbetare Babyface i föreställningen “After Midnight”. De var med 18–31 mars 2014 på Brooks Atkinson Theatre i New York.  
Den 20 februari 2014 meddelande Braxton att hon skulle släppa en memoar med titeln “Unbreak My Heart: A Memoir”. I boken diskuterar Braxton allt från framgång till motgång, bland annat om diagnosen lupus och om hennes son som har autism. Den 20 maj samma år släpptes boken. 

### 2015–framåt: Hennes åttonde studioalbum
Den 14 maj 2015 medverkade Braxton i en intervju för att göra promotion för den nya säsongen av Braxton Family Values, hon berättade att hon höll på att spela in musik till hennes kommande åttonde album. Hon lovade att en ny singel skulle släppas innan årsskiftet. 

## Musikalisk stil och image
Anledningarna till Braxtons stora kommersiella framgångar under 90-talet beskrevs av Steve Huey vid Allmusic som hennes förmåga att attrahera två olika världar. Braxtons musik hade tillräckligt mycket soul för att dra till sig R&B-publiken men var också tillräckligt behaglig för att locka den vuxnare publiken; sofistikerad nog för vuxna men ändå medryckande för yngre lyssnare. Toni Braxtons låttexter behandlade inte bara ämnen som kvinnor kan relatera till utan musiken var även tillräckligt hänförande för att dra till sig män. Braxtons musikaliska stil har beskrivits som mycket olik dagens R&B-sångare. Utan mycket "utsmyckning", endast "soul-fylld sång".
Braxtons rösttyp är djup kontraalt och har ett röstomfång på tre oktaver. Hon har gjort sig främst känd för att sjunga bittra kärleksballader, "de sorgligaste som någonsin skrivits" enligt Debbie Chang. Dessa har mer eller mindre dominerat sångerskans musikalbum. De två första, Toni Braxton och Secrets, delade båda likheter med varandra med lugna, ibland nästan instrumentala sånger. Braxtons begynnande image var det kortklippta håret och de vackra galaklänningarna. Vid ett tillfälle ska Comedy Centrals Craig Kilborn sagt "Hon skulle se spektakulär ut i en sopsäck, det spelar ingen roll vad hon tar på sig."  Vid releasen av sångerskans tredje studioalbum ändrades musikstilen men främst Braxtons look drastiskt. Det kortklippta håret övergavs och tillsammans med titeln på skivan, The Heat ("Hettan" på svenska), bestod musikvideorna nu av lättklädda scener och låtarna hade ett mer sexuellt tema än tidigare. På olika galor och "rödamattan tillställningar" bar Braxton nu lättklädda kreationer och ibland så vågade att hon hamnade med på Billboards lista över "De 40 galnaste outfitsen". Vid USA:s Grammy Awards, 2001, tilldrog sig sångerskan stor uppståndelse när hon anlände i en sidolös klänning som åskådare beskrev som en "vit scarf".
Efter flera rykten om plastikoperationer med en näsoperation och bröstförstoring (som senare visade sig vara sanna), släpptes More Than a Woman där låtarna nu bestod av poppig R&B med inslag av rock. I låttexterna till "Let Me Show You The Way (Out)" och "Lies, Lies, Lies" porträtteras män, vilka sångerskan bedras av och som hon ursinnigt kastar ut. 2005, släpptes Libra som fram till idag kanske är sångerskans mest vågade försök. Albumomslaget kom med på Maxims lista över de "Sexigaste albumomslagen" och den första singelns musikvideo regisserad av Chris Robinson visade Braxton i en vågad baddräktsliknande kreation. Temat på alla musikalbum genom Braxtons karriär har varit kärlek i olika former men efter sin hjärtsjukdom släpptes sångerskans sjätte studioalbum med den självbiografiska titeln Pulse. Skivan är i dagsläget sångerskans personligaste och fick positiv kritik från recensenter som tyckte att produktionen påminde om hennes tidigare hits. Baby A. Gil vid PhilStar beskrev i sin artikel att sångerskans sång var "fantastisk".

## Diskografi
- Toni Braxton (1993)
- Secrets (1996)
- The Heat (2000)
- Snowflakes (2001)
- More Than a Woman (2002)
- Libra (2005)
- Pulse (2010)
- Love, Marriage & Divorce (duettalbum med Babyface) (2014)
- Sex & Cigarettes (2018)
- Spell My Name (2020)

## Filmografi
| Filmer    | Filmer                                      | Filmer          | Filmer                    |
| År        | Titel                                       | Roll            | Noteringar och priser     |
| --------- | ------------------------------------------- | --------------- | ------------------------- |
| 2001      | Tjocka släkten                              | Juanita Slocumb | Inkomst: $23,396,049      |
| 2002      | Play'd: A Hip Hop Story                     | Shonda          |                           |
| 2011      | The Oogieloves in the Big Balloon Adventure | Rosalie Rosebud | Färdigställd              |
| TV-Serier |                                             |                 |                           |
| År        | Titel                                       | Roll            | Noteringar och priser     |
| 2005      | Kevin Hill                                  | Terry Knox      | 3 avsnitt                 |
| 2011      | Braxton Family Values                       | Som sig själv   | Första säsong under prod. |

## Turnéer
- Secrets Tour (1997)
- Libra Tour (2006)
- 2013 Summer Tour (2013)